# David Gelernter
Pour les articles homonymes, voir Gelernter.
David Hillel Gelernter (né en 1955) est professeur d'informatique à l'université Yale. Dans les années 1980, il contribue au calcul parallèle, spécifiquement le modèle de coordination tuple space, à la base du développement du système de programmation Linda. Bill Joy attribue à Linda l'inspiration de beaucoup d'éléments de JavaSpaces et Jini.

## Biographie
Il reçoit le Bachelor of Arts degree de l'université Yale en 1976, et celui de Philosophiæ doctor de l'université d'État de New York à Stony Brook en 1982.
En 1993, il est sérieusement blessé en ouvrant un colis piégé envoyé par Theodore Kaczynski, qui est à ce moment-là un adversaire non identifié mais violent du progrès technologique, surnommé par la presse « the Unabomber ». Il récupère de ses blessures, mais conserve des dommages permanents à sa main droite et à l'œil ; il fait le récit de cette épreuve dans un livre de 1997 Drawing Life: Surviving the Unabomber.
Dans son livre de 2013, America-Lite: How Imperial Academia Dismantled Our Culture (and Ushered in the Obamacrats), il accuse la « belligérance gauchiste » (« belligerent leftists ») et le règne des intellectuels (« intellectualism ») de désintégrer les valeurs traditionnelles, patriotisme et famille. Gelernter, qui est lui-même d'origine juive, attribue le déclin culturel de l'Amérique à « la présence juive croissante dans les plus grandes universités ».
Gelernter ne croit pas à l'origine humaine du réchauffement climatique. Il a également argumenté contre le darwinisme,.